# 100º anniversario della fondazione del Partito Comunista Cinese

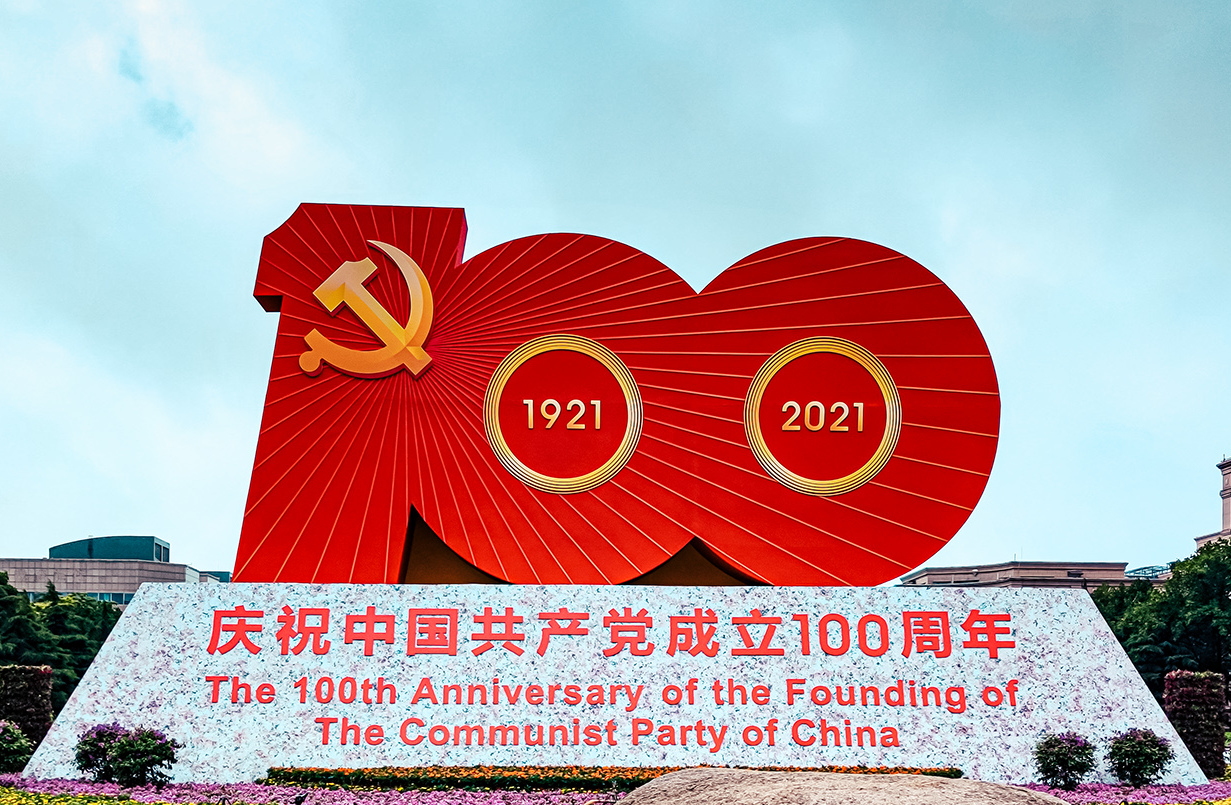
Logo ufficiale dell'evento, esposto nella piazza del 4 maggio, nella città di Qingdao

Il 100º anniversario della fondazione della Partito Comunista Cinese (in cinese: 中国共产党成立100周年庆祝活动S, zhōngguó gòngchǎndǎng chénglì 100 zhōunián qìngzhù huódòngP), o centenario del Partito Comunista Cinese (in cinese: 中国共产党成立一百周年S, zhōngguó gòngchǎndǎng chénglì yībǎi zhōuniánP è stato commemorato il 1º luglio 2021 a Pechino in onore dei cento anni trascorsi dalla fondazione del Partito Comunista Cinese (PCC) che, dal 1949, è l'unico partito alla guida della Repubblica Popolare Cinese (RPC). Il segretario generale del PCC Xi Jinping ha tenuto un discorso e ha presentato l'ordine del 1º luglio ai membri del partito che si sono distinti per contributi di particolare rilievo. Il primo ministro Li Keqiang ha preso parte all'evento come ospite ufficiale. 
Celebrazioni simili hanno avuto luogo nelle altre città della Cina continentale, nella regione amministrativa speciale di Macao e in quella di Hong Kong, dove è stato inoltre ricordato il 24º anniversario del passaggio dal Regno Unito alla Cina, avvenuto nello stesso giorno.

## Contesto storico
Il PCC venne fondato nel 1921 da Chen Duxiu e Li Dazhao, grazie all'aiuto prestato dall'ufficio dell'estremo oriente del partito comunista dell'Unione Sovietica, che era riuscito a salire al potere in Russia in seguito alla rivoluzione d'ottobre del 1917. Fondamentale fu anche l'appoggio del segretariato dell'estremo oriente dell'Internazionale comunista. Dal 1927 al 1950 il nuovo partito combatté una guerra civile contro il governo nazionalista del Kuomintang; tuttavia, durante la seconda guerra sino-giapponese, vi fu una breve tregua in cui entrambi i partiti si schierarono contro le truppe giapponesi. Nel 1949 il partito comunista riuscì a prevalere e il presidente Mao Zedong proclamò la fondazione della Repubblica Popolare Cinese, mentre il governo nazionalista sconfitto si stanziò sull'isola di Taiwan. Sin dal 1949, il PCC è l'unico partito alla guida della Repubblica Popolare Cinese.

## Preparativi
In preparazione alle celebrazioni del centenario del Partito Comunista Cinese, il governo si è impegnato nella diffusione dell'interpretazione dei fatti storici promossa da Xi Jinping. Il monitoraggio e la censura dei siti web sono stati resi più capillari, mentre in numerosi musei sono state allestite mostre riguardanti la storia del partito. Secondo il quotidiano britannico The Guardian, il Partito Comunista Cinese avrebbe iniziato a promuovere la propria storia sin dagli inizi del 2021. Sono stati installati numerosi cartelloni propagandistici riportanti frasi come: "Ascolta il partito, apprezza il partito, segui il partito"; ai giornalisti stranieri, invece, sono stati offerti tour con l'obiettivo di mostrare il messaggio del partito. Anche i templi buddhisti hanno organizzato eventi speciali legati al centenario. L'organizzazione nazionale del cinema ha richiesto alle autorità, compagnie e società cinematografiche locali di mostrare e di promuovere, a partire dal 1º aprile, "film di importanza notevole", ossia produzioni "strettamente legate ai temi di amore nei confronti del partito, della nazione e del socialismo", che possano "cantare le lodi e commemorare il partito, la madrepatria, il suo popolo e i suoi eroi". La CCTV ha pubblicato una serie televisiva intitolata L'era del risveglio (觉醒年代S, juéxǐng niándàiP), incentrata sulla storia del partito dal 1915 al 1921 e sulle vite dei primi rivoluzionari. È stata pubblicata anche una canzone dalla durata di quindici minuti intitolata 100%, a cui hanno partecipato cento rapper cinesi e finalizzata, anch'essa, a tessere le lodi del partito.
Le prove dell'evento hanno avuto luogo il 13 giugno 2021. Prima delle celebrazioni del 1º luglio, la città di Pechino è stata posta sotto sorveglianza dalle forze dell'ordine municipali e dagli ufficiali della polizia armata del popolo. La conferenza stampa organizzata dall'ufficio stampa si è tenuta il 27 giugno 2021.

### Hong Kong

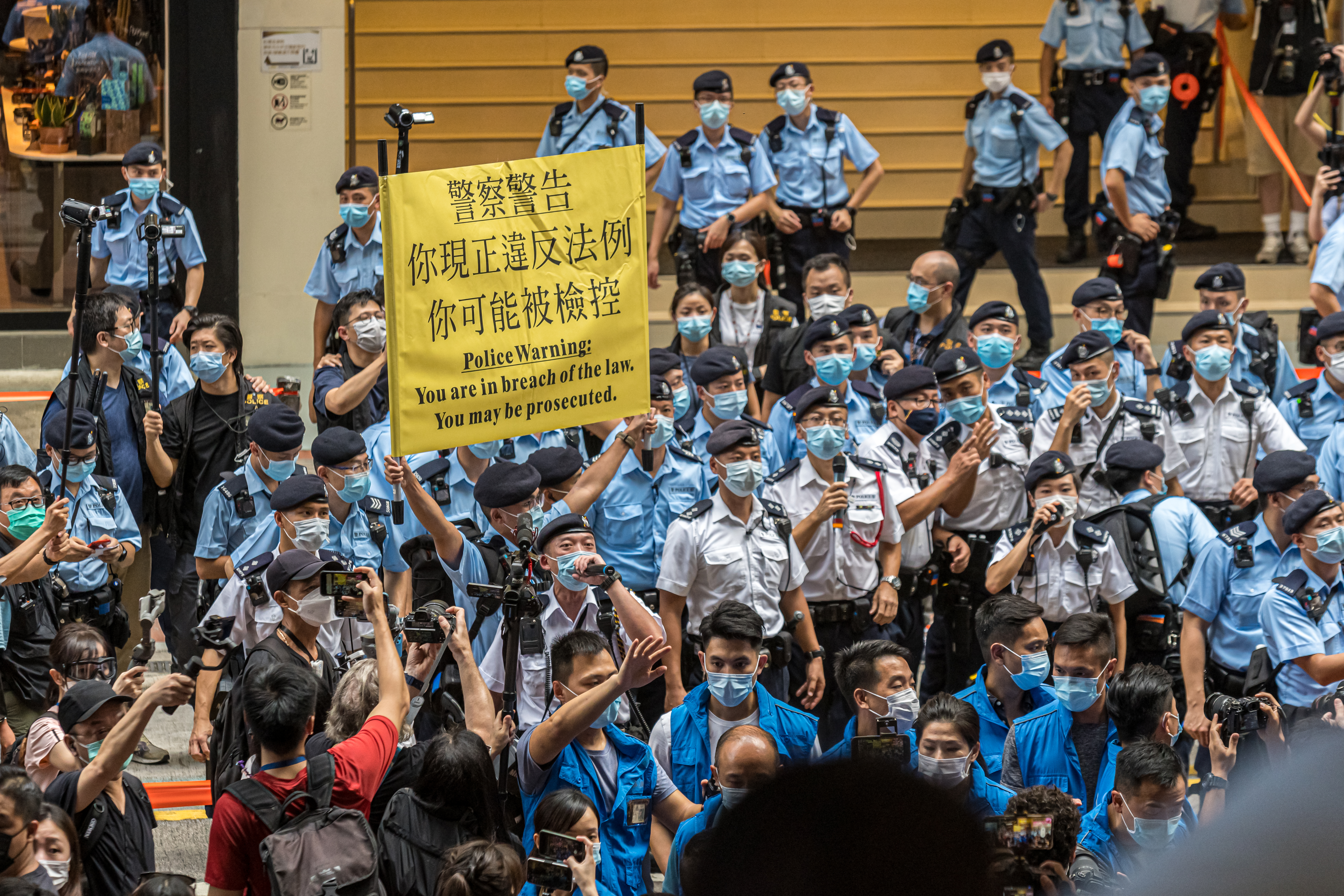
Presenza massiccia di agenti di polizia nel distretto Causeway Bay di Hong Kong, 1º luglio 2021

Sebbene l'associazione CHRF, ossia "Civil Human Rights Front", solitamente incaricata dell'organizzazione della protesta annuale del 1º luglio, avesse annunciato la cancellazione dell'evento nella regione amministrativa speciale di Hong Kong, altri tre gruppi pro-democrazia hanno richiesto il permesso di organizzare una dimostrazione per la data prevista. Quest'ultima è stata, tuttavia, respinta dalla polizia. Il giorno dopo il primo anniversario della promulgazione della legge sulla sicurezza nazionale di Hong Kong, le forze dell'ordine sono state mobilitate per evitare che si potessero verificare eventuali proteste. Il Victoria Park, noto come il punto d'inizio delle marce annuali del 1º luglio, è stato temporaneamente reso inaccessibile per garantire l'ordine pubblico: tutti coloro che vi si trovavano all'interno sono stati invitati a lasciarlo.

## Giochi di luce e spettacolo televisivo

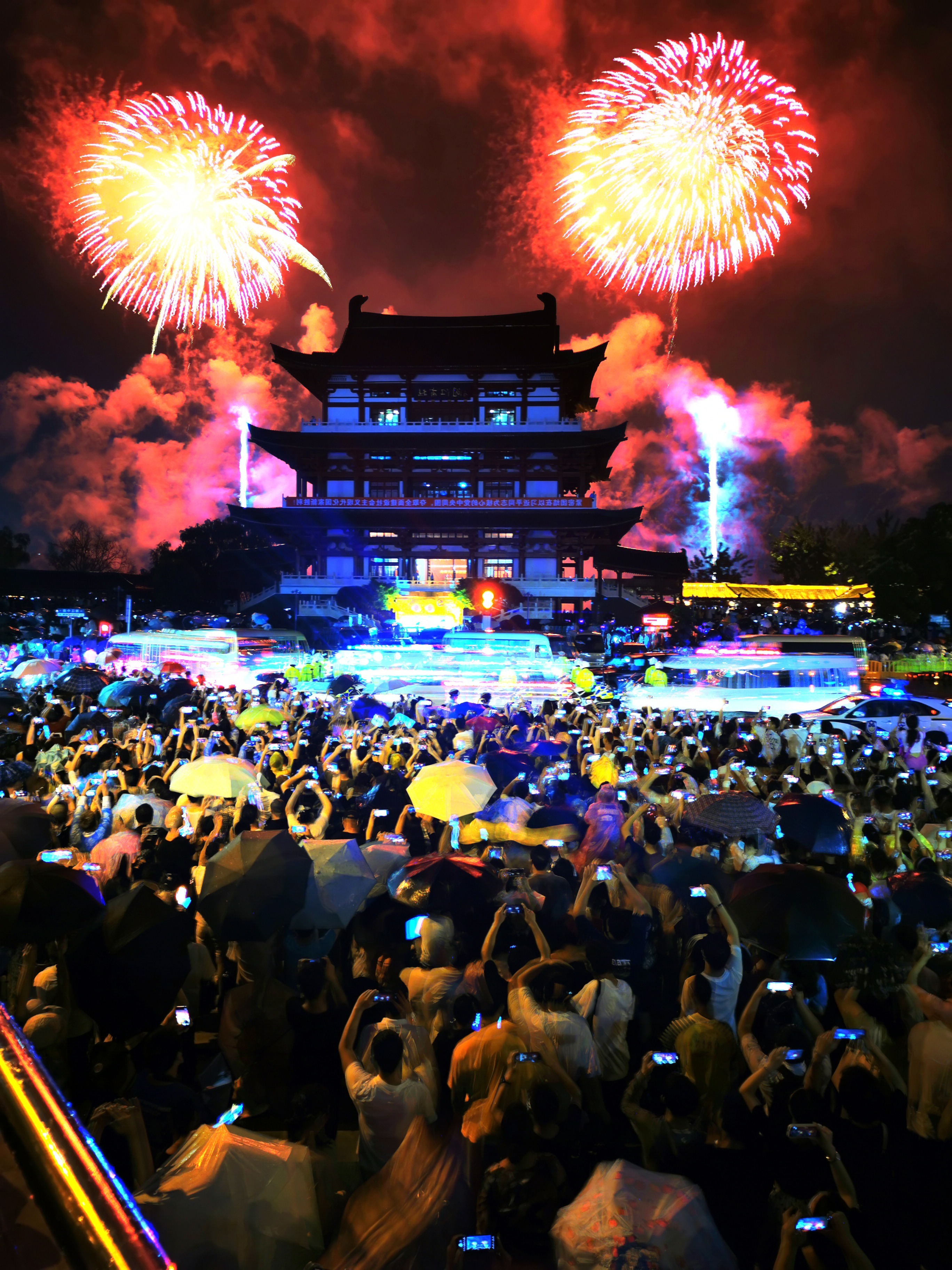
Fuochi d'artificio nella città di Hunan, in Changsha, 30 giugno 2021

Per tutta la durata del mese di giugno, in diverse città cinesi, come ad esempio Pechino, Shanghai e Shenzhen, hanno avuto luogo spettacoli luminosi e giochi di luce.
Uno spettacolo prodotto dalla China Central Television, a cui hanno partecipato novanta celebrità cinesi, si è tenuto all'interno dello stadio nazionale di Pechino il 28 giugno 2021. La serata di gala si è conclusa con un sontuso spettacolo pirotecnico, accompagnato dalle note della canzone "Senza il partito comunista, non ci sarebbe la nuova Cina" (没有共产党就没有新中国S, méiyǒu gòngchǎndǎng jiù méiyǒu xīnzhōngguóP).

## Cerimonia in piazza Tienanmen

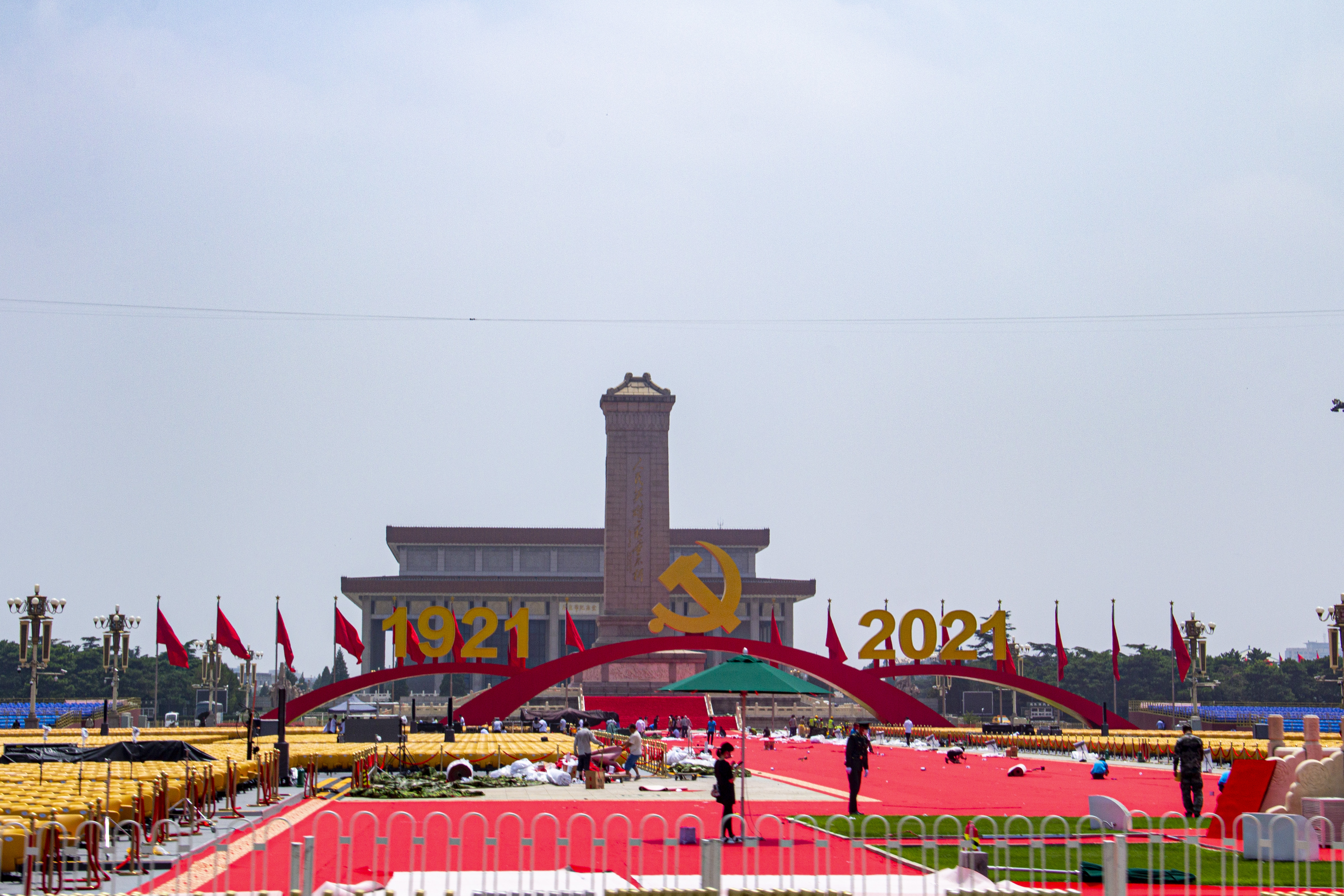
Le decorazioni in piazza Tienanmen, 30 giugno 2021

Nella piazza Tienanmen è stata organizzata una cerimonia nazionale con una parata aerea a cui hanno partecipato 70 000 persone. Vi hanno presenziato, inoltre, il segretario generale del PCC Xi Jinping, l'ex segretario generale Hu Jintao, il primo ministro Li Keqiang, l'ex primo ministro Wen Jiabao e i membri dell'ufficio politico del PCC. Anche i capi esecutivi di Hong Kong e Macao, Carrie Lam e Ho Iat-seng, hanno assistito alle celebrazioni in piazza Tienanmen. Tra gli assenti, invece, spiccano le figure di Jiang Zemin, ex segretario generale del PCC, e Zhu Rongji, ex primo ministro.
L'evento ha avuto inizio in seguito all'alzabandiera eseguita dalla guardia d'onore dell'Esercito popolare di liberazione, che è entrata in scena partendo dai due lati del Monumento agli eroi del popolo. Come accompagnamento all'alzabandiera sono stati installati cinquantasei cannoni (un chiaro rimando ai cinquantasei gruppi etnici della Cina), che hanno scandito i passi della guardia d'onore con cento spari, in rappresentanza del centenario del partito comunista. La bandiera cinese è stata innalzata sulle note dell'inno nazionale, la "Marcia dei volontari". Dopodiché, varie congratulazioni sono state lette dai rappresentanti della Lega della gioventù comunista cinese e da quelli dei Giovani pionieri della Cina.

### Parata aerea
Nel mese di marzo, l'assistente del direttore del dipartimento dell'attività politica della commissione militare centrale Li Jun aveva rivelato a una conferenza stampa che non ci sarebbe stata nessuna parata militare per il 1º luglio. Difatti, la consueta parata è stata sostituita da un'esibizione acrobatica di velivoli militari di fattura cinese. Settantun caccia delle forze aeree dell'Esercito popolare di liberazione sono sfrecciati sopra piazza Tienanmen, con elicotteri e aerei militari che hanno formato i numeri 100 e 71, quest'ultimo un riferimento agli anni passati sin dalla fondazione della repubblica.

### Discorso del segretario generale Xi Jinping
In seguito alla parata aerea, Xi Jinping ha dichiarato, in un discorso della durata di un'ora, il raggiungimento del primo degli obiettivi dei "due centenni" (两个一百年S, liǎng gè yībǎi niánP). I media occidentali hanno dichiarato che il segretario generale cinese avesse minacciato di "schiacciare la testa e versare il sangue" delle forze straniere che tentassero di "intimidire, prevaricare, soggiogare e rendere schiavo" il popolo cinese. Tuttavia, ciò nasce da una traduzione letterale del proverbio cinese 头破血流S, tóu pò xiě liúP, che dovrebbe essere inteso in senso figurato: la traduzione ufficiale in inglese, infatti, fa riferimento soltanto a una "rotta di collisione contro una grande muraglia di acciaio". Il segretario generale Xi ha, inoltre, apprezzato i contributi del partito comunista sottolineando come, senza di esso, non sarebbe esistita la nuova Cina, e facendo inoltre notare come esso avesse "profondamente trasformato il progresso della nazione cinese – le fondamenta e la linfa vitale del partito comunista e della repubblica, e il fulcro su cui si basano gli interessi e il benessere di ogni cinese".
Per quanto riguarda Taiwan, egli ha reiterato la necessità di annientare ogni forma di indipendentismo taiwanese, in accordo con il principio di una sola Cina e con il consenso del 1992. Ha, inoltre, affermato che l'obiettivo finale da raggiungere è quello di un'eventuale riunificazione.
Oltre a sottolineare il dovere di mantenere ordine e stabilità a Hong Kong, Xi ha dichiarato necessari la presenza e il primato cinese nel contesto sociale e politico hongkonghese.

### Finale
In seguito al discorso di Xi Jinping, la cerimonia si è conclusa con le note de L'Internazionale e dell'Ode alla madrepatria (歌唱祖国S, gē chàng zǔ guóP).

## Simboli

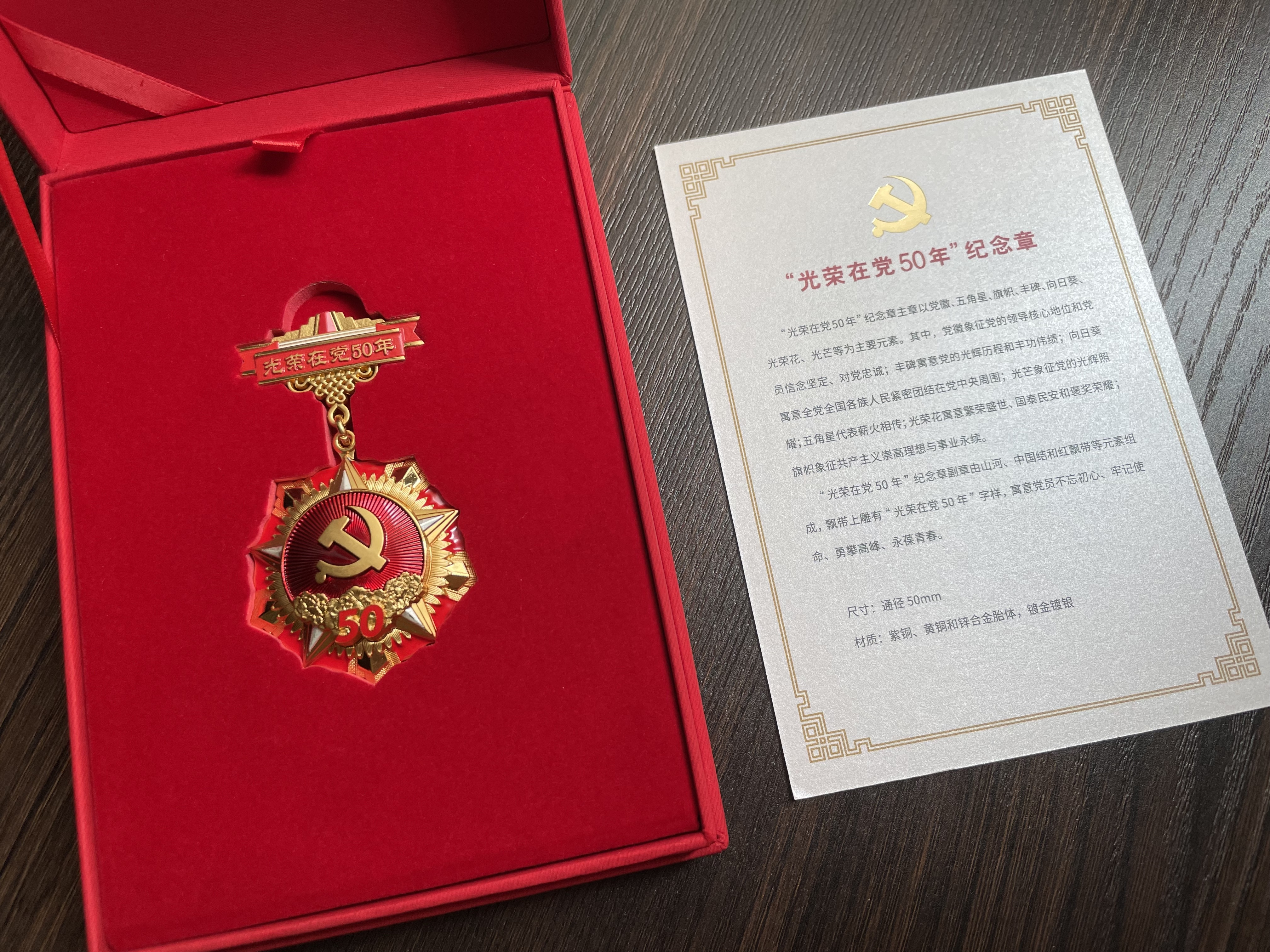
La medaglia commemorativa accompagnata da un foglio che ne illustra l'importanza e il significato

### Monete commemorative
Il 21 giugno 2021 la banca popolare cinese ha emesso una serie di nove monete commemorative per l'anniversario.

### Medaglia
A partire dal mese di giugno diversi membri del partito comunista sono stati premiati con la medaglia "50 gloriosi anni nel partito"; la distribuzione di questa onorificenza è andata avanti fino al 1º luglio. La medaglia presenta il simbolo del partito comunista nella sua variante cinese, circondato da una stella a cinque punte e decorato con la bandiera nazionale, l'immagine di un monumento, un girasole ed altri elementi. La cerimonia ufficiale, in cui ai membri più importanti del partito è stata offerta tale medaglia, ha avuto luogo il 29 giugno 2021.

## Proteste

### Attacco suicida a Hong Kong
Mentre il distretto di Causeway Bay era gremito di agenti della polizia per evitare che si formassero eventuali cortei di manifestanti, un cinquantenne ha accoltellato un poliziotto alle ore 20, puntando poi l'arma verso di sé. La vittima, pur essendo in condizioni critiche, è riuscita a riprendersi all'ospedale, mentre l'aggressore è stato dichiarato morto poco dopo l'attentato. Il nuovo segretario della sicurezza di Hong Kong, Chris Tang, l'ha descritto come un "atto terroristico" commesso da un "lupo solitario" ma, allo stesso tempo, ha incolpato tutti coloro che "hanno incoraggiato la violenza e incitato all'odio nei confronti della società e del paese". L'astio tra la polizia e diversi hongkonghesi è risultato dei conflitti che si sono venuti a creare durante le proteste del 2019–20. Dopo che alcuni hanno tentato di lasciare dei fiori in memoria del perpetratore dell'attacco, la polizia di Hong Kong ha accomunato tali dimostrazioni di cordoglio a un incontestabile esempio di supporto del terrorismo.

### Controversie su Twitter
Il profilo Twitter di Anne-Marie Brady, sinologa dell'università di Canterbury in Nuova Zelanda e nota critica del Partito Comunista Cinese, è stato sospeso in seguito alla pubblicazione di tweet che biasimavano l'autorità di Xi Jinping e che mettevano in dubbio la validità dei festeggiamenti per il centenario del partito. Secondo un giornalista del Times, il motivo di tale blocco sarebbe da ricercarsi nelle numerose segnalazioni avvenute dopo la diffusione di tali commenti, i quali hanno causato una reazione automatica da parte dell'algoritmo di Twitter. L'account di Anne-Marie Brady è stato, in seguito, ripristinato.

## Reazioni internazionali
Secondo il tabloid quotidiano cinese Global Times, più di 1 300 messaggi, sia congratulatori che critici, sono stati inviati da personalità come capi di Stato (di cui se ne contano circa 150) e da organizzazioni come partiti politici (di cui se ne contano 200).

### Favorevoli
- Armenia – Il primo ministro armeno Nikol Pashinyan ha detto: "Il Partito Comunista Cinese si è meritato la fiducia del popolo cinese sin dalla sua creazione, poiché è stato in grado di superare numerose sfide, conducendo la nazione lungo la strada dell'autonomia, dell'emancipazione e dello sviluppo socioeconomico".[38]
- Azerbaigian – In una conversazione telefonica il presidente azero İlham Əliyev si è congratulato personalmente con il presidente e segretario generale del PCC Xi Jinping.[39]
- Bielorussia – Il presidente bielorusso Aljaksandr Lukašėnka ha citato il motto del PCC, "Servire il popolo", evidenziandone il ruolo chiave nell'organizzazione dello stato.[40]
- Corea del Nord – Kim Jong-un ha inviato una lettera di congratulazioni a Xi Jinping, sottolineando il rapporto fraterno tra il Partito del Lavoro di Corea e il PCC. In particolare, ha definito "la calunnia feroce e la pressione a tutto campo delle forze ostili al PCC nient'altro che un ultimo tentativo disperato" perché "l'avanzata in corso del popolo cinese" sarebbe "inarrestabile".[41][42]
- India – Il segretario generale del Partito Comunista d'India (CPI), D. Raja, ha mandato una lettera di congratulazioni al presidente e segretario generale del PCC Xi Jinping, dove ha lodato le capacità governative di quest'ultimo, le quali gli hanno permesso di trasformare la Cina in una potenza economica mondiale e, allo stesso tempo, di fermare la diffusione della malattia infettiva COVID-19. Ha anche menzionato, come avvertenza di cui tener conto, le difficili relazioni diplomatiche tra l'India e la Cina. Anche Sitaram Yechury, il segretario generale del Partito Comunista d'India (Marxista), scissosi dal CPI nel 1964, ha inviato una lettera al presidente Xi, dove ha fatto notare che gli eventi storici del secolo scorso hanno fatto da testimonianza al modo in cui la Cina ha trasformato la propria politica, spesso attraverso l'identificazione e la successiva correzione degli errori compiuti.[43]
- Giappone – Il segretario generale Toshihiro Nikai e l'ex presidente Yōhei Kōno, entrambi appartenenti al Partito Liberaldemocratico del Giappone, insieme al politico veterano Ichirō Ozawa e alla presidente del Partito Socialdemocratico Mizuho Fukushima, hanno inviato lettere di congratulazioni al Partito Comunista Cinese.[44]
- Kirghizistan – Il presidente kirghiso Sadır Japarov si è congratulato con il presidente cinese e segretario generale del PCC Xi Jinping in un annuncio televisivo del 17 giugno.[45]
- Malaysia – Il presidente della Malaysian Chinese Association (MCA) Wee Ka Siong ha inviato una lettera di congratulazioni alla Cina, osservando come il Partito Comunista Cinese sia sempre al passo con i tempi e notandone il costante desiderio di perseguire il progresso.[46]
- Pakistan – Il primo ministro pakistano Imran Khan si è congratulato con il Partito Comunista Cinese in occasione del centenario e ha, inoltre, ricordato il 70º anniversario dell'instaurazione delle relazioni diplomatiche tra il Pakistan e la Cina.[47]
- Russia – Il presidente russo Vladimir Putin si è congratulato con il presidente cinese e segretario generale del PCC Xi Jinping durante un incontro avvenuto il 28 giugno. Il VI congresso nazionale del Partito Comunista Cinese venne organizzato dall'Unione Sovietica e si tenne a Mosca nel 1928. In occasione del centenario del Partito Comunista Cinese, l'agenzia degli archivi federali della Russia ha riconsegnato alla propria controparte cinese i documenti relativi al sesto congresso.[48]
- Singapore – Il primo ministro singaporiano Lee Hsien Loong, nella veste di segretario generale del Partito d'azione popolare, ha inviato una lettera al presidente e segretario generale del PCC Xi Jinping; il messaggio di congratulazioni è stato redatto in lingua cinese.[49]
- Venezuela – Il presidente riconosciuto del Venezuela Nicolás Maduro ha organizzato un evento per commemorare il centenario del Partito Comunista Cinese e, allo stesso tempo, per celebrare il 47º anniversario dell'instaurazione delle relazioni diplomatiche tra il Venezuela e la Cina. Tale evento ha avuto luogo nel palazzo presidenziale.[50]
- Il CEO di SpaceX e di Tesla, Inc. Elon Musk, il 1º luglio, ha lodato la "prosperità economica" della Cina; in un suo tweet, ha scritto che i traguardi raggiunti dalla Cina sono straordinari, specialmente nell'ambito delle infrastrutture, e ha incoraggiato i suoi lettori a visitare il paese per poterlo sperimentare in prima persona.[51]

### Critiche
- Taiwan – Riferendosi al discorso di Xi Jinping, specialmente al punto in cui viene menzionato l'indipendentismo taiwanese, la portavoce dell'ufficio presidenziale della Repubblica di Cina Kolas Yotaka ha invitato il PCC a "crescere" e a "trovarsi un altro regalo di compleanno".[28] Il Consiglio per gli affari continentali della Repubblica di Cina ha richiesto una transizione democratica della Cina continentale in occasione del centenario.[52][53][54] La commissione permanente del Kuomintang, il partito d'opposizione precedentemente pro-Pechino, ha bocciato la proposta di inviare una lettera di congratulazioni al Partito Comunista Cinese, soprattutto a causa delle costanti invasioni militari della repubblica popolare nello spazio aereo taiwanese.[55][56]
- Giappone – Secondo il capo di gabinetto Yukio Edano, i due partiti che si sono congratulati con il Partito Comunista Cinese sarebbero stati invitati a farlo proprio da quest'ultimo. L'anniversario della fondazione del partito, a suo avviso, non si dovrebbe celebrare per via delle numerose violazioni dei diritti umani commesse dalla Cina.[44]
- Stati Uniti – I membri di entrambi i partiti politici della Camera dei rappresentanti degli Stati Uniti si sono trovati d'accordo nell'affermare che la fondazione del Partito Comunista Cinese non debba essere festeggiato, e che quest'ultimo debba riflettere sulla propria storia e sugli errori commessi.[57][58]

## Galleria d'immagini

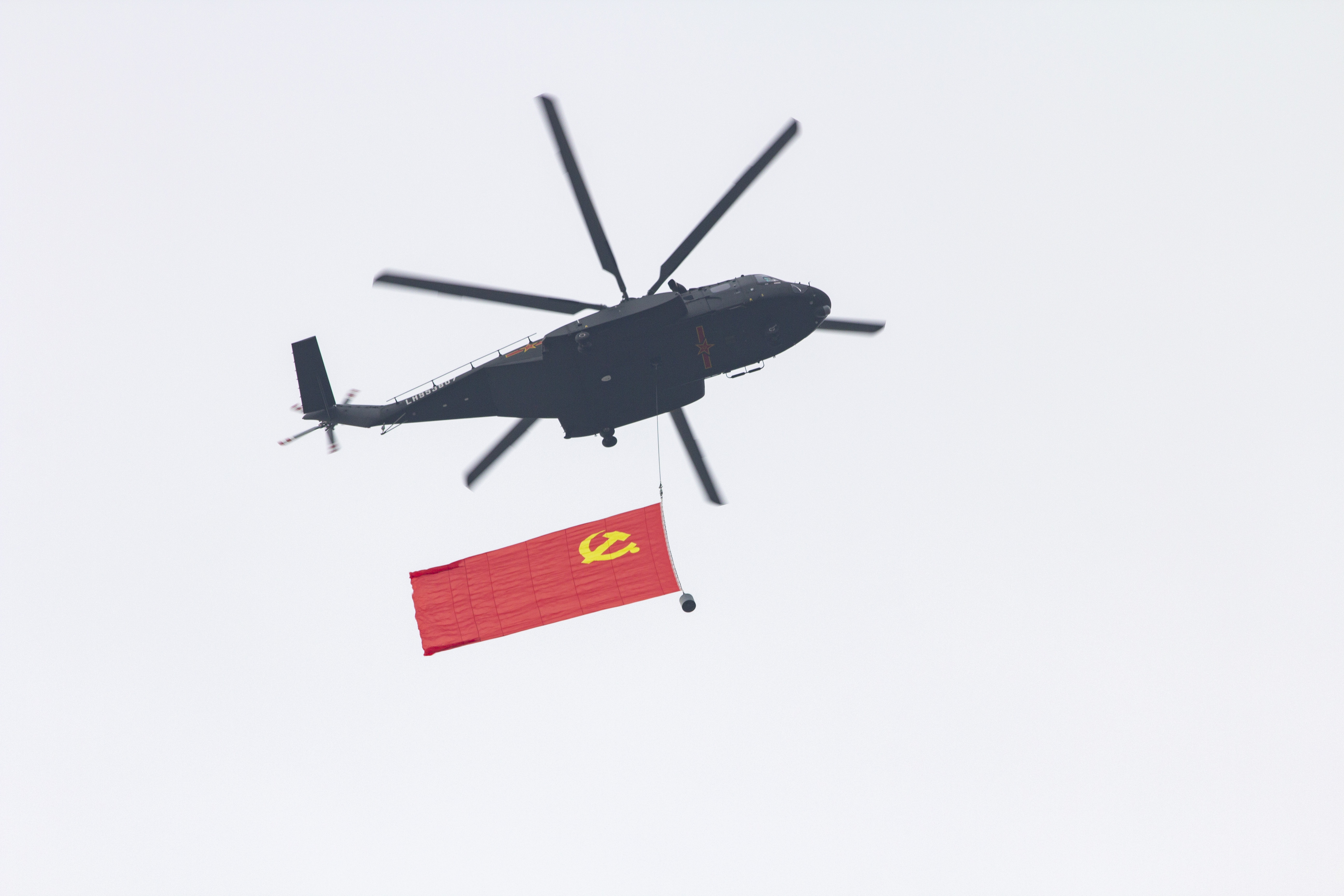
Una Z-8L con la bandiera del Partito Comunista Cinese
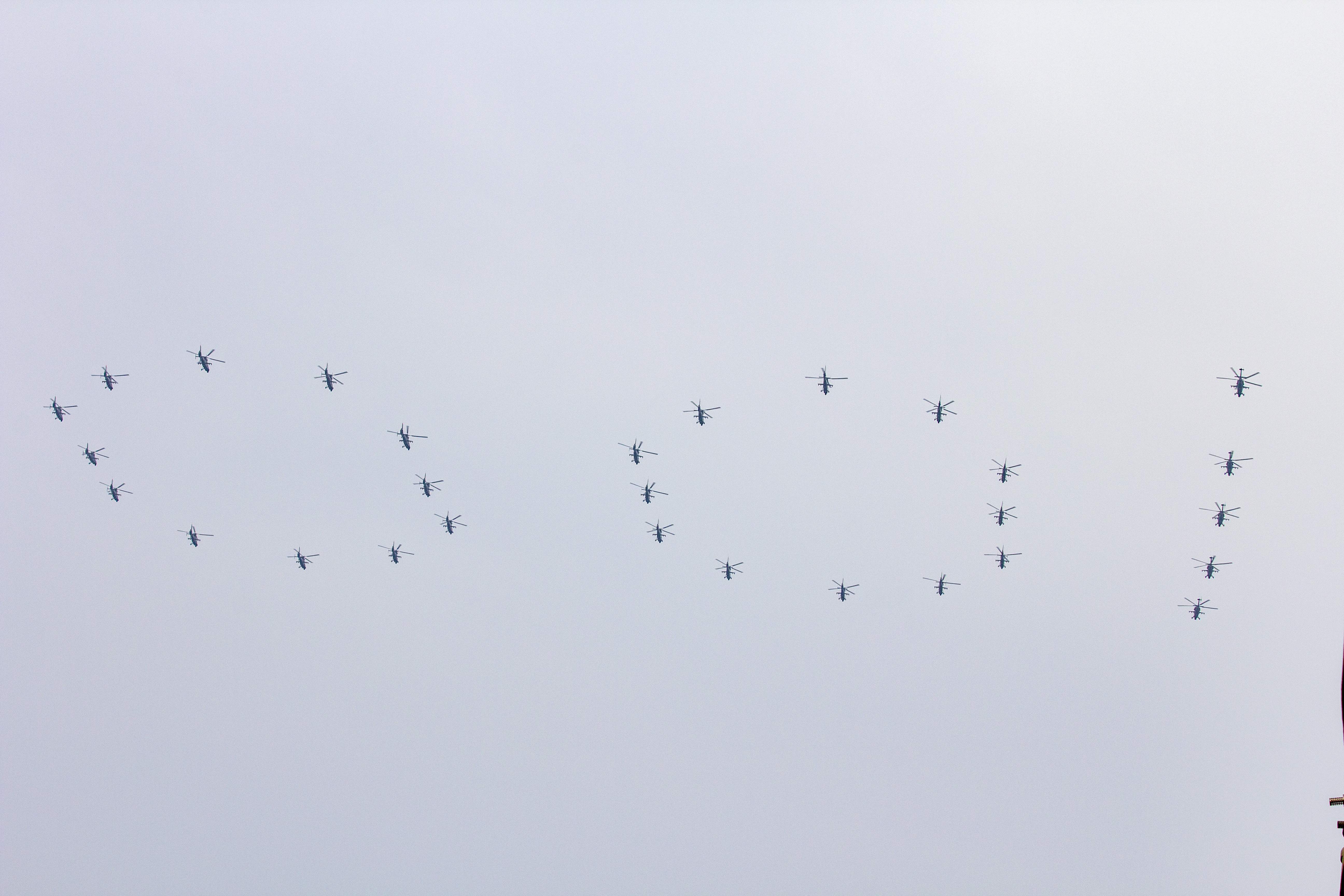
Ventinove Z-19 che formano il numero "100"
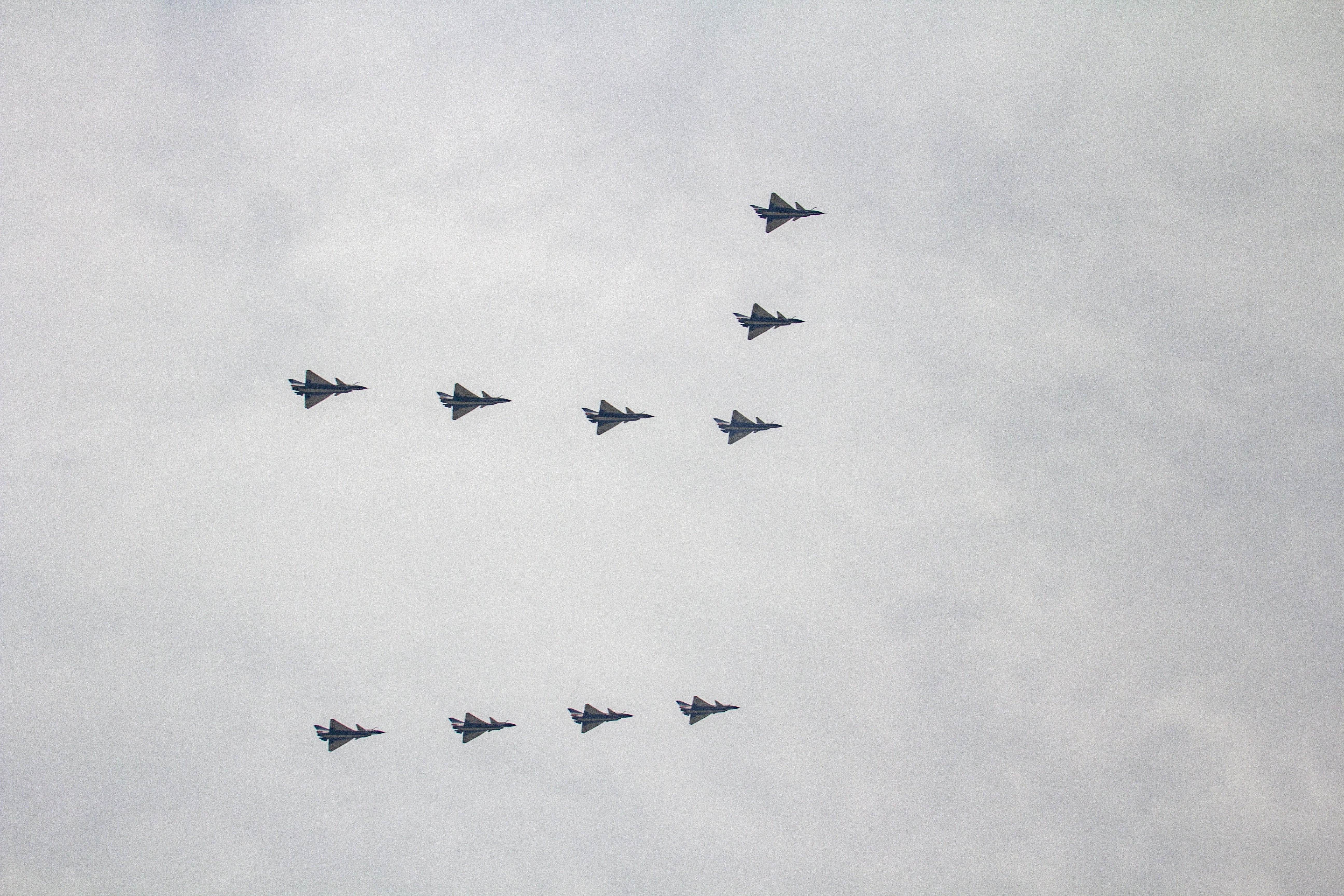
Dieci WZ-10 che formano il numero "71"
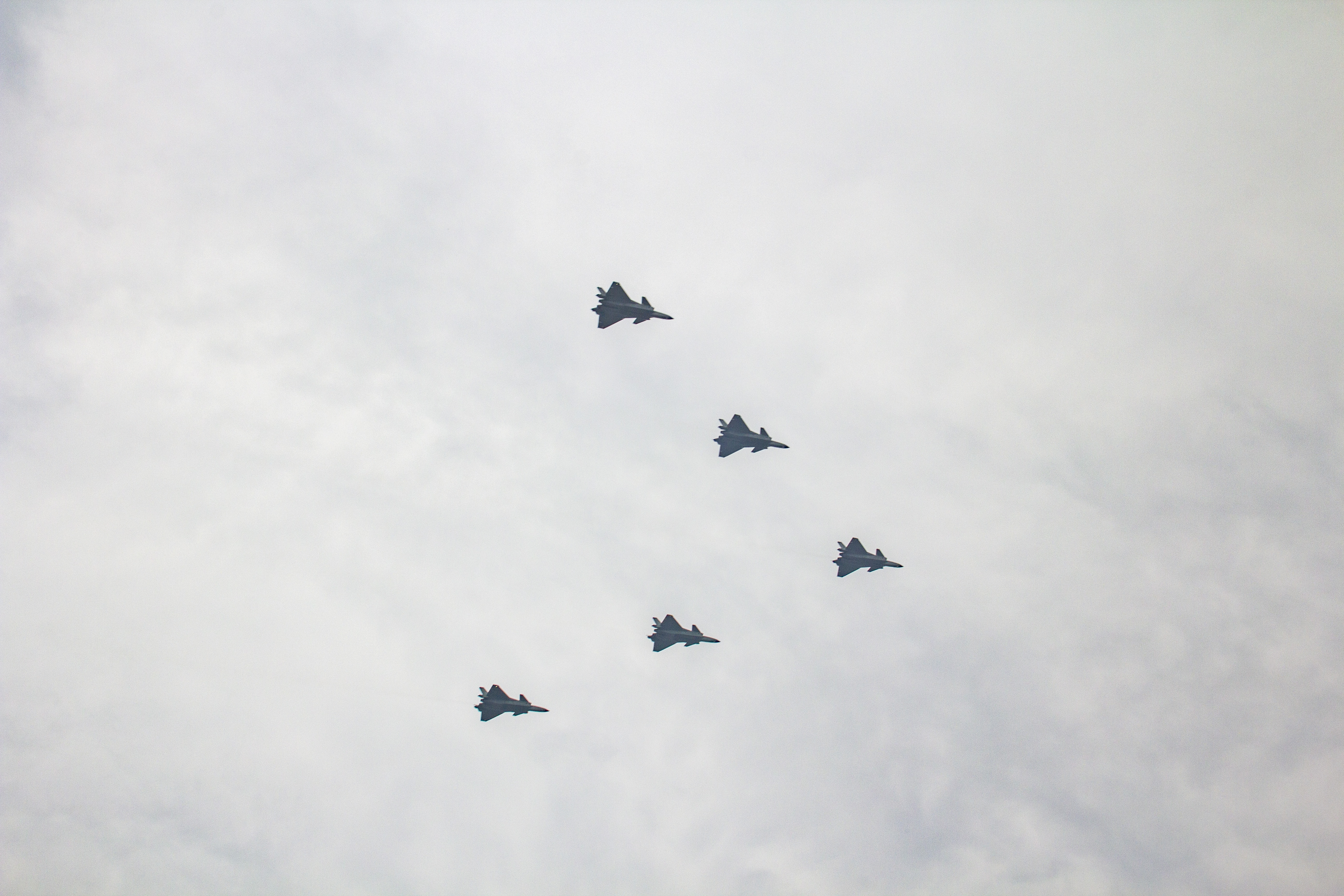
Il primo di tre gruppi di cinque caccia J-20
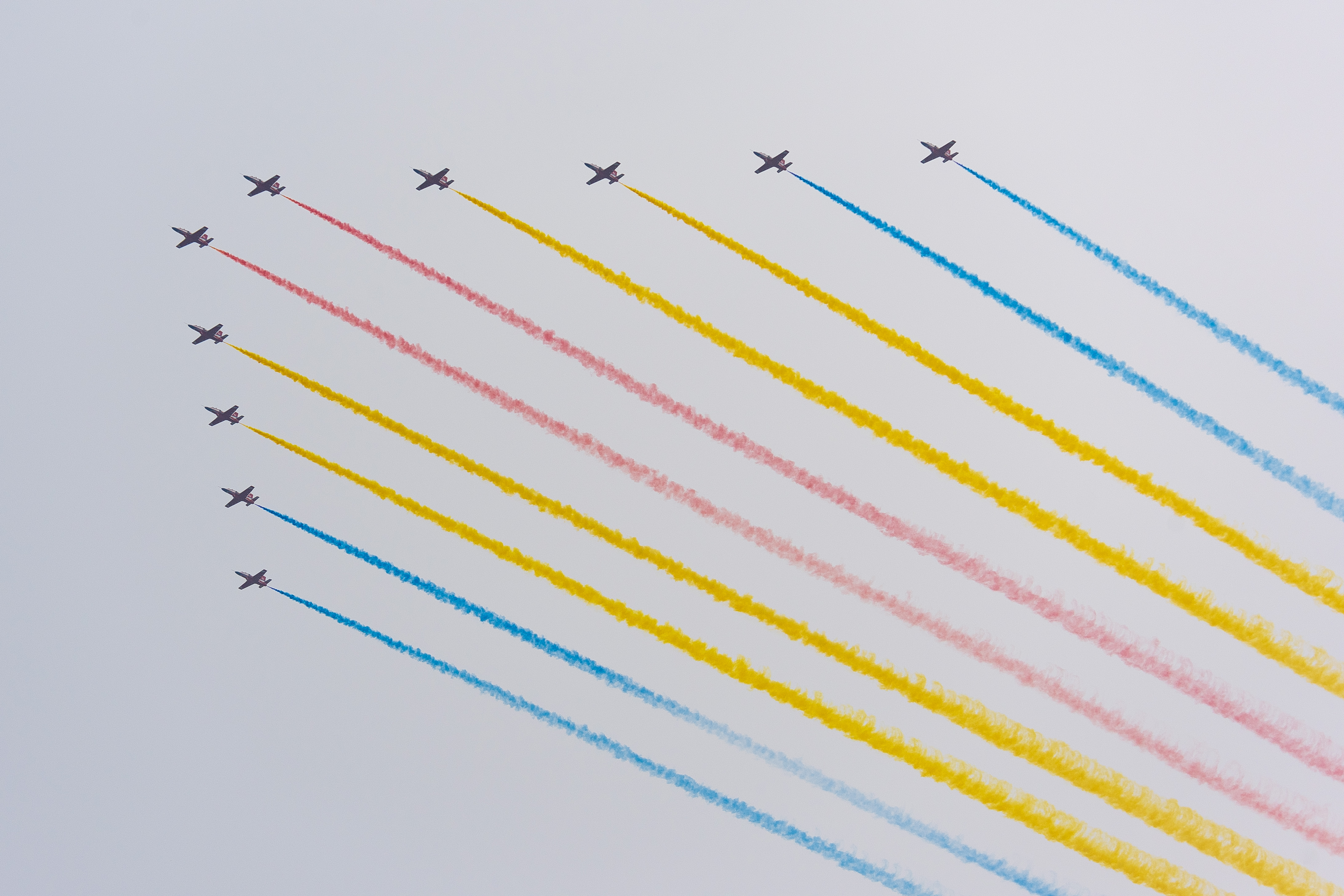
Formazione di dieci JL-8
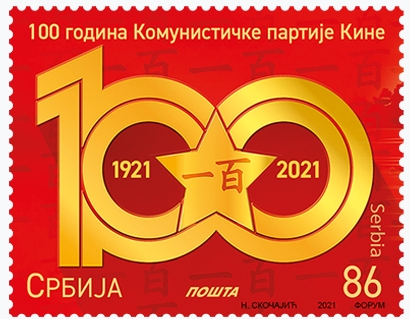
Francobollo commemorativo della Serbia
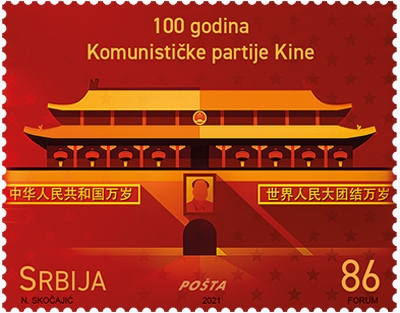
Francobollo commemorativo della Serbia
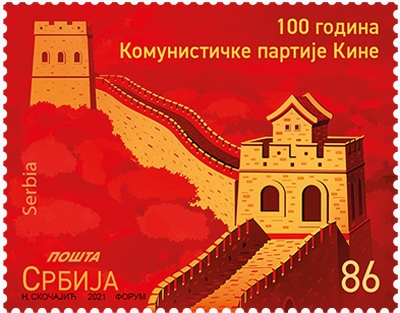
Francobollo commemorativo della Serbia